# 퓌러

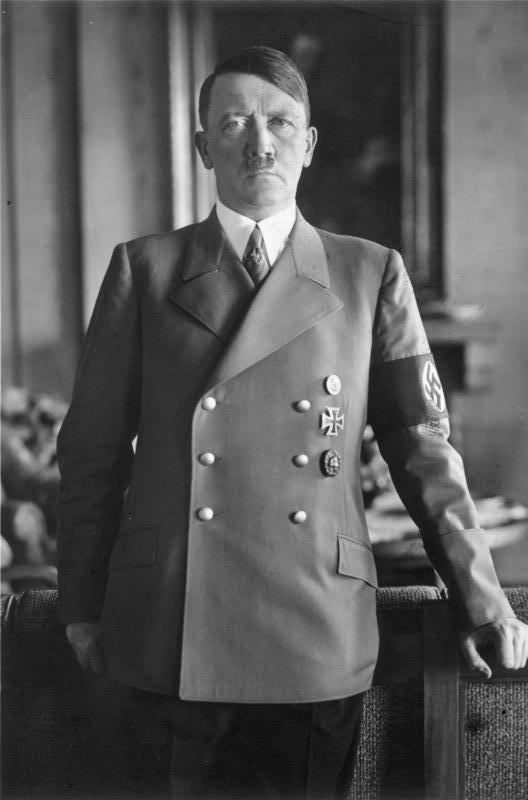
초대 퓌러이자 마지막 퓌러인 아돌프 히틀러

퓌러(독일어: Führer)는 국가사회주의 독일 노동자당(나치당) 치하 독일의 국가 원수이자 정부 수반, 당의 최고 지도자이다. 정식 명칭은 지도자 겸 국가수상(독일어: Führer und Reichskanzler 퓌러 운트 라이히스칸츨러[*])이다. 줄여서 수상 혹은 총통이라고 번역하기도 한다.

## 탄생 배경
본래 퓌러(Führer)라는 명칭은 히틀러가 당의 총재가 된 후 자신의 직함으로 사용하기 시작하였기에, 처음 불렸던 퓌러는 국가의 지도자 대신 당의 지도자라는 뜻이 짙었다. 대통령 선거 후 당선된 파울 폰 힌덴부르크는 국내 불안 수습을 위해 1933년 1월 30일 야당의 아돌프 히틀러를 국가수상에 임명한다. 히틀러가 수상이 된 후 반대파를 제거하면서 일당체제를 확립, 힌덴부르크 대통령이 사망하면서 히틀러가 대통령 직무대행을 하게 되어 지도자 겸 국가수상으로 취임하고 이 두 직함을 합해 퓌러가 된다.

## 헌법에서의 위치
헌법에서 퓌러는 국가대통령과 국가수상의 자리를 겸하며 나치당의 총재이기도 한 나치 독일 내의 최고 통치자로 해당한다. 국가 원수이자 행정 수반, 나치당의 총재를 겸하고 군 통수권자로서 독일에 주둔하던 모든 나치 독일의 군대를 통솔 가능한 위치로 당·정·군의 주도권이 모두 히틀러에게 집중되었다.
퓌러의 산하 기관으로는 나치 친위대와 비밀 경찰 게슈타포가 있으며 히틀러의 일당 체제 당시에는 헌법에서의 권한 이외에도 사실상 독재자의 위치에 있었다. 본래 대통령과 수상 모두 임기가 5년이므로 퓌러을 맡는 이는 대통령 선거에서 승리 후 의회 과반수를 여당이 차지할 경우 스스로를 다시 수상에 임명해야 하지만 아돌프 히틀러의 대통령 겸 수상인 퓌러 임기가 만료되는 해인 1939년 제2차 세계 대전이 일어나면서 계엄령을 선포하게 된다. 결국 히틀러는 단 한번의 선거로 그가 베를린 지하 벙커에서 자살할 때까지 퓌러의 자리에 있었다.

## 역대 퓌러
| 대수 | 사진 | 이름 (생몰년)             | 임기 시작일    | 임기 마감일     | 정당                       |
| ---- | ---- | ------------------------- | -------------- | --------------- | -------------------------- |
| 1    |      | 아돌프 히틀러 (1889-1945) | 1934년 8월 2일 | 1945년 4월 30일 | 국가사회주의 독일 노동자당 |

## 같이 보기
- 아돌프 히틀러
- 나치 독일